# Specularius ruber
Specularius ruber là một loài bọ cánh cứng trong họ Bruchidae. Loài này được Zacher miêu tả khoa học năm 1952.